# معادله هانکینسون
معادله هانکینسون (همچنین رابطه یا قاعدهٔ هانکینسون)، یک رابطهٔ ریاضی است که برای پیش‌بینی مقاومت فشاری تک محوره و خارج از محور چوب به کار می‌رود.